# Capture muonique

Diagramme de Feynman de la capture muonique.

La capture muonique est la capture d'un muon négatif par un proton, résultant usuellement en la production d'un neutron et d'un  neutrino et parfois d'un photon gamma.
La capture muonique par des noyaux lourds conduit à l'émission de particules ; le plus souvent des neutrons, mais des particules chargées peuvent aussi être émises.
La capture muonique ordinaire est la capture d'un muon négatif de l'orbitale atomique sans émission de photon gamma :
μ− + p+ → ν + n0
La capture muonique radiative est la version radiative, avec émission de photon gamma :
μ− + p+ → ν + n0 + γ